# معهد الشارقة للتراث
معهد الشارقة للتراث هو أحد المؤسسات الثقافية في حكومة الشارقة، ومتخصص في عرض التراث العربي والإماراتي، يرأسه سعادة الدكتور عبد العزيز عبد الرحمن المسلم.

## التأسيس والاستراتيجية
بدأ العمل الفعلي بالاهتمام الجاد والمنهج بالتراث في إمارة الشارقة منذ يونيو 1995، رغم ان العمل الفعلي للتراث قد بدأ في الشارقة منذ بداية الثمانيات، ولهذا تأسس المعهد  بموجب المرسوم الأميري رقم (70) لعام 2014, ليكون مركز إشعاع ثقافي وعلمي يتصف بالتميز والإبداع بما يخدم التراث الثقافي الإماراتي والعربي، انسجاما مع رؤى وتوجيهات حضرة صاحب السمو الشيخ الدكتور سلطان بن محمد القاسمي، عضو المجلس الأعلى حاكم الشارقة والذي قام بافتتاحه بتاريخ 20\12\2014.
وللتراث أهمية كبرى في الإمارات، وهو في مقدمة الأولويات دائمًا، فمنذ البدايات الأولى لتأسيس الدولة كان الاهتمام بالتراث يأتي في عمق البرمجة الثقافية، كما أن الدعم المادي للتراث كان في ذروته دائماً، حيث يساهم المعهد في التدريب على ممارسات حفظ التراث المتعددة كالقاعات التي توظف للمحاضرات والأنشطة التدريبية التي تقام ضمن برامجه، ومكتبة غنية بالكتب المتنوعة، ومختبرات حفظ مزودة بأحدث المعدات المختصة بحفظ التراث، إضافة إلى مدرج يتسع لـ 150 شخصًا، ومقصورات للترجمة الآنية، ومقهى واستوديو تسجيل لتراث الشارقة يستخدم لتوثيق التراث الشفهي كالموسيقى الشعبية، ويضم أربعة معارض تدور محاورها حول موضوع التراث وتقام جنباً إلى جنب في مقر المعهد.
المقر: يقع المقر الرئيسي لمعهد الشارقة للتراث في مدينة الشارقة، داخل نطاق المدينة الجامعية.
الرؤية:
يطمح «معهد الشارقة للتراث» إلى أن يكون المؤسسة المتخصصة، وطنيًّا وإقليميًّا ودوليًّا، في رفد الميدان الثقافي والتربوي والسياحي بأطر مزوَّدة بالمعارف والمهارات اللازمة لإدارة فعالة للتراث الثقافي وحفظه وصونه، وتعزيز الوعي بأهميته؛ من أجل دفع أجيال واعدة تسهم في بناء المعرفة الإنسانية، وتنمية الاقتصاد الثقافي.
الرسالة:
يعمل «معهد الشارقة للتراث»، عبر حزمة من الممارسات والبرامج والأنشطة، على حصر عناصر التراث الثقافي غير المادي وحفظه وصونه ونقله، فضلاً عن عمليات حماية التراث الحضاري والطبيعي وصيانته، وينخرط في تنظيم مشروعات الحصر، وممارسات الصون، والتوثيق، والأرشفة الرقمية، وبرامج التعليم، والتدريب، والنشر العلمي، وتقديم الاستشارات والدعم البشري والتقني، وتكريم الكنوز البشرية الحية، على الصعيد المحلي والوطني والإقليمي، وتعزيز سبل التعاون الدولي عبر الشراكة مع الأفراد والمؤسسات والمنظمات المعنية بالتراث الثقافي.
القيم:
1. ممارسة التفكير العلمي.
2. دعم قيم التعددية والحوار والتسامح.
3. الالتزام بأخلاقيات المهنة.
الأهداف:
1. التعرف على أجناس التراث الثقافي، وأنواعه، وعناصره، وأقسامه، ومجالاته.
2. وصف الإجراءات العملية والتقنيات المستخدمة في مختلف أقسام التراث الثقافي.
3. إتقان ممارسة العمل الميداني المنظم والمنضبط في مجال التراث الثقافي.
4. التعرف على التجارب العالمية في مجال جمع التراث الثقافي وحفظه وصونه.
5. صياغة مشروعات التراث الثقافي، وإجادة إدارتها.
6. معرفة شبكة العلاقات المترابطة بين مختلف أفرع التراث الثقافي بشقيه المادي وغير المادي.
7. اكتساب مختلف الأدوات والأساليب والمعارف النظرية والتطبيقية اللازمة لـ إدارة التراث الثقافي إدارةً ناجعة.
8. إبداع أفكار مبتكرة مستلهمة من التراث.
9.  ربط التراث الثقافي بمختلف مجالات العلوم الإنسانية والاجتماعية والتاريخية والاقتصادية.
10.  تحسين القدرات والأداء في ممارسة مشروعات صون عناصر التراث الثقافي غير المادي.
11.  ممارسة الأنشطة والمشروعات، وابتكار الأفكار، النابعة من التراث الثقافي الوطني في المجال المدرسي؛ والتربوي؛ والسياحي؛ والإعلامي؛ والدرامي؛ والتنموي.. إلخ.
12.  التأهيل الأكاديمي لإنجاز أطروحتي الماجستير والدكتوراه في أحد مجالات التراث الثقافي، والثقافة الشعبية وأفرعها العلمية.

## الفعاليات الرئيسة
ملتقى الشارقة الدولي للراوي
يعكس هذا الملتقى السنوي، الذي ينظمه معهد الشارقة للتراث، بانتظام، منذ عام 2001، مناسبة سنوية للاحتفاء بحملة التراث الثقافي غير المادي من الرواة والإخباريين في الإمارات وفي مختلف أنحاء العالم، ولأنهم يشكلون المصدر الرئيس للتراث الثقافي غير المادي، فإن التوجيهات السامية لصاحب السمو الشيخ الدكتور سلطان بن محمد القاسمي تستهدف رعاية الكنوز البشرية الحيَّة، وتكريمهم، والإفادة من خبراتهم، ومما تحتفظ به ذاكرتهم، في كتابة تاريخ الجماعات الاجتماعية، وفي صون التراث الثقافي غير المادي ونقله جيلاً عن جيل.
أيام الشارقة التراثية
يمثل مهرجان «أيام الشارقة التراثية»، منذ عام 2003، فضاءً ثقافيًّا ذا جذور عميقة في المشهد الثقافي والاجتماعي الإماراتي والخليجي، فضلاً عن العربي، وهو علامة بارزة على انفتاح الشارقة، ودولة الإمارات العربية المتحدة، على العالم الأرحب للتنوع الثقافي. خلال أيام المهرجان، تشهد الشارقة، في جميع مدنها، احتفالات تمثل مختلف البيئات الطبيعية والتنوعات الثقافية لمجتمع الإمارات، تتمثل في الفنون الاستعراضية، والمهارات المرتبطة بالفنون الحرفية التراثية، ومعارض الأزياء التقليدية، ونماذج من العادات والتقاليد الإماراتية المعبرة عن سمات كل بيئة، وتشارك وسائل الإعلام المرئية والمسموعة في نقل فقرات هذه الاحتفالية، بواسطة الإذاعة المرئية والمسموعة، كما تنقلها شبكات التواصل الاجتماعي، عبر مجموعات شبابية تطوعية.
ملتقى الحرف التراثية
ينظمه معهد الشارقة للتراث، بصفة سنوية، منذ عام 2007، بتوجيهات سامية من صاحب السمو الشيخ الدكتور سلطان بن محمد القاسمي؛ عضو المجلس الأعلى للإمارات حاكم الشارقة، حيث وضع مسألة صون الحرف التراثية وإحيائها ونقلها وحماية مبدعيها على رأس أولويات العمل الثقافي والتنموي في إمارة الشارقة. ويرافق الملتقى فاعلية علمية تناقش محورًا من محاور التراث الثقافي ذات الصلة بالحرف التراثية، يدعى إليها باحثون وخبراء من داخل الدولة وخارجها، يطرحون التجارب والأفكار في سبيل تنمية تبادل الخبرات، والتدرب على طرق المحافظة على هذه الحرف ونقلها وتطوير منتجاتها، لتكون مصدر دخل لكل الحرفيين والمشتغلين بهذه الصناعات. ويستهدف المعهد من تنظيم الملتقى: صون الحرف التراثية؛ وتوسيع نطاق المشتغلين بها؛ وتعزيز مكانتها وتنمية صناعاتها؛ والترويج لمنتجاتها؛ وتوثيق الصلة بين الحرفيين والجهات الداعمة، سواء القطاع الحكومي أو القطاع الخاص.
احتفالية «ليلة النص»
يهتم معهد الشارقة للتراث، كل عام، بالاحتفال بليلة النص من شعبان والتي يطلق عليها في المأثور الشعبي «ليلة النص»، ويطلق عليها الأطفال: «من حق الليلة»، وهي من الاحتفالات الشعبية الإماراتية القديمة. يتم الاستعداد لهذه المناسبة بوقتٍ كاف، من خلال تجهيز الملابس الشعبية الجميلة ذات التطريز والخيوط الملونة بالنسبة للبنات. أما الأولاد، فلا يقلون منزلة عن البنات، فهم يرتدون أجمل الثياب (كندورة جميلة بألوان هادئة، وقحفية مطرزة)، ويعلقون في رقابهم أكياس قماشية مميزة، يسمى واحدها «خريطة». في عصر ليلة النصف من شعبان، يخرج الأطفال على حفنات من الحلويات والمكسرات. يقوم معهد الشارقة للتراث بإحياء هذه المناسبة من خلال إعداد برنامج خاص للأطفال والأهالي والمؤسسات ذات الصلة المشتركة.
أسابيع التراث العالمي
أطلق «معهد الشارقة للتراث»، ابتداءً من يناير عام 2016، برنامج «أسابيع التراث العالمي»، يُحتفى من خلاله شهريًّا بتراث دولة شقيقة أو صديقة لدولة الإمارات، وذلك بعرض نماذج من تراثها الثقافي بمختلف تجلياته وأنواعه. ويقام هذا الاحتفال على مدار أسبوع في أحد البيوت التراثية العريقة بقلب الشارقة، ويشمل فعاليات تتضمن عروضًا من الحرف التراثية، والفنون الشعبية، والطبخ التقليدي، والألعاب الشعبية، ومعارض صور أو رسوم، إضافة إلى عرض أفلام وثائقية عن تراث البلد الضيف. كما أن برنامج الاحتفال يتضمن فقرات فنية تراثية من فنون وأهازيج البلد الضيف.
بشارة القيظ
بشارة القيظ احتفالية سنوية ينظمها معهد الشارقة للتراث تزامنًا مع بداية فصل الصيف وبشارته الجميلة مستهدفة شريحة الأطفال وطلاب المدارس، يأتي ذلك في إطار خطتها لتنفيذ مجموعة من البرامج والفعاليات القائمة على إحياء المفردات التراثية القديمة، بهدف نقلها إلى أجيال الحاضر، وتعريفهم بها، وتوعيتهم بأهمية الحفاظ عليها، لما تحمله من معان تربط الماضي بالحاضر بباقة من الأعراف والتقاليد التي تعد ركيزة أساسية للمجتمع الإماراتي.
مؤتمر الشارقة الدولي للتراث الثقافي
يمثل «مؤتمر الشارقة الدولي للتراث الثقافي» مبادرة إضافية ومتجددة على صعيد الشؤون الفكرية والإنتاج العلمي في مجال الثقافة الشعبية والتراث الثقافي، وتقوم رسالة المؤتمر على تجسير الروابط العلمية والمنهجية بين مجالات التراث الثقافي من جانب، والعلوم الإنسانية والاجتماعية والتاريخية من جانب موازٍ، وعلى تحفيز مقاربة مجالات «الثقافة الشعبية»، وموضوعات «التراث الثقافيّ غير المادي»، في ضوء المناهج الحديثة. ينعقد المؤتمر في شهر أكتوبر من كل عام، بدءًا من الدورة الأولى عام 2016، وموضوعها: «التراث والأنثروبولوجيا».

## الكادر الإداري
- عبد العزيز عبد الرحمن المسلم رئيس معهد الشارقة للتراث.
- المهندس علي سعيد السويدي رئيس دائرة الأشغال العامة.
- سعيد مصبح الكعبي رئيس مجلس الشارقة للتعليم.
- محمد عبيد الزعابي رئيس دائرة التشريفات والضيافة.[6]

## الإدارات والأقسام
الإدارة الأكاديمية
ينوط بها إدارة حزمة من العمليات الاستراتيجية في معهد الشارقة للتراث، أهمها: صياغة البرامج والخطط، وإدارة العمليات التعليمية والتدريبية، والإشراف على المحتوى العلمي: المؤتمرات العلمية؛ الندوات الفكرية؛ المطبوعات ذات الطابع العلمي والأكاديمي.
مركز التراث العربي
افتتحه صاحب السمو الشيخ الدكتور سلطان بن محمد القاسمي؛ عضو المجلس الأعلى حاكم الشارقة، في 19 أبريل 2015. ويعد مركزًا محوريًّا لمعهد الشارقة للتراث. يعمل مركز التراث العربي على تنفيذ حزمة من البرامج والمهام في مجال جمع عناصر التراث الثقافي العربي، ودراستها، ورقمنتها، بأحدث الأساليب والأدوات، وعلى وفق المعايير الدولية. ويضم مبنى المركز عددًا من الأقسام والوحدات التقنية في معهد الشارقة للتراث.
إدارة التراث العمراني
ويضم أقسامًا عدة، هي: قسم الهندسة؛ قسم الترميم؛ قسم الصيانة؛ الورش المتخصصة.
مركز فعاليات التراث الثقافي
يقع المركز في البيت الغربي؛ وهو أحد بيوت الشيخ سلطان بن صقر بن خالد القاسمي الذي حكم الشارقة في الفترة من 1906 إلى 1951. وأصبح البيت منذ صيانته مقرًا لعدد من المؤسسات الحكومية، منها المقر الأول لإدارة التراث. ومنذ عام 2014، استلمته إدارة التراث العمراني والترميم بمعهد الشارقة للتراث البيت؛ لإجراء الصيانة، وإعادة تأهيله لتنفيذ الأنشطة الثقافية.
مركز الحرف الإماراتية
يضم قسمين رئيسين: قسم الحرف النسائية، وقسم الحرف الرجالية.
الإدارات الداعمة
تشمل: الشؤون الإدارية والمالية؛ الموارد البشرية؛ العلاقات العامة والتشريفات؛ المعارض والفعاليات، المكتب الفني.
اللجان المتخصصة
ينطوي الهيكل التنظيمي لمعهد الشارقة للتراث على عدد من اللجان المتخصصة، تقوم بمتابعة وتنفيذ برامج المعهد وأنشطته العلمية والثقافية، ومتابعتها، وتقييمها، أهمها:
-       لجنة تطوير المؤهل التعليمي الوطني في مجال التراث الثقافي.
-       لجنة الإجازة العلمية والطباعة والنشر.
-       اللجان النوعية لفعاليات معهد الشارقة للتراث.
الأقسام والوحدات النوعية
تتمثل في: البحوث والدراسات؛ المطبوعات والنشر؛ الاتصال والتعاون الدولي؛ التنسيق؛ الإعلام؛ التسويق؛ الدعم التقني؛ الشؤون الثقافية؛ ثقافة الطفل؛ الفعاليات؛ المعارض؛ المتاحف؛ التوعية؛ العلاقات الدولية؛ ترميم الوثائق والمحفوظات؛ مكتبة المورث؛ المختبرات؛ الاستديو.
مكتبة الموروث
المعهد مجهَّز بمكتبة تخصصية في التراث الثقافي، وهي مكتبة تشمل مصادر ومراجع في كل فروع التراث الثقافي، كالفنون القولية، والأساطير، والفنون الاستعراضية، والعادات والتقاليد والطقوس، والمعارف والممارسات المتعلقة بالطبيعة والكون، وكتب في المهارات المرتبطة بالفنون الحرفية التراثية.. إلخ.
مختبرات ومرافق تخصصية
المعهد مزوَّد بمختبرات ومرافق تخصصية، منها مختبر ترميم المخطوطات وصيانتها، ومختبر ترميم المقتنيات التاريخية وصيانتها، واستديو مجهز بأحدث تقنيات التسجيل والعزل الصوتي والمونتاج؛ لتسجيل الفنون التراثية وتوثيقها. وقد تم تجهيز هذه المرافق وفق المقاييس العالمية، وصممت بعناية؛ بغية تلبية احتياجات أعمال الترميم بأشكالها كافة. كما يوجد مختبر آخر لاختبارات التراث العمراني والمقتنيات التراثية والأزياء، وهي مختبرات داعمة للجوانب التطبيقية التي يقوم الدارسون بممارستها أثناء الدروس العملية.
القاعات الدراسية
تتوفر في معهد الشارقة للتراث قاعات دراسية وتدريبية ومدرج لعقد المحاضرات مزودة بوسائل العرض الإلكتروني، ووسائل الترجمة، وهي قاعات تلبي متطلبات الوظيفة التعليمية لمعهد الشارقة للتراث.
الاستديو
يتكون من غرفتين؛ الأولى غرفة الأداء الفني للفنون الاستعراضية، والثانية غرفة التسجيل والسيطرة والإخراج. والاستديو مجهز بأحدث تقنيات التسجيل والعزل الصوتي والمونتاج. ويتم من خلال هذه الاستوديوهات تسجيل وتوثيق جميع الفنون التراثية بهدف صون الموروث الثقافي غير المادي.

## وصلات خارجية
معهد الشارقة للتراث http://www.sih.gov.ae/
هاتف: 0097165092666
فاكس: 0097165092606
مركز الحرف الإماراتية: 5758811-009716
البيت الغربي: 5693999-009716
البيت المياني: 5680707-009716